# ポール・パウエル (映画監督)
ポール・パウエル（Paul Powell, 1881年9月6日 - 1944年7月2日）は、アメリカ合衆国の映画監督、脚本家、映画プロデューサー、俳優である。本名ポール・マーロン・パウエル（Paul Mahlon Powell）、ポール・M・パウエル（Paul M. Powell）とも名乗った。日本語ではポール・ポウエルとも表記された。

## 人物・来歴
1881年9月6日、イリノイ州ピオリアに生まれる。父は『ピオリア・イヴニング・スター』（Peoria Evening Star）紙の創立者である。
最初のキャリアは『シカゴ・トリビューン』紙の記者である。時期は不明であるが、5歳年長のヴァレリー・マクドナルド（旧姓、1876年 - 1949年）と結婚、長女ジャニスをもうける。記者時代に地元のマフィアについての記事を書き、そのために生活を脅かされ、夫婦でカリフォルニア州ロサンゼルス郡パサデナに転居する。『ロサンゼルス・エクスプレス』紙の記者になるが、在職中にシカゴでの経験をもとにした脚本を発表したため、馘首される。
1914年、満33歳を迎えるころ、ヘンリー・キング主演の短篇映画 "His Excellency" を監督したのが、もっとも古い映画界での記録である。以降、ルービン・スタジオで短篇映画を量産する。
1918年、ユニヴァーサル・フィルム・マニュファクチュアリング・カンパニー（現在のユニバーサル・ピクチャーズ）に移籍、カーメル・マイヤーズを主演作を連打、なかでも同社傘下のブルーバード映画では、『社交界の花形』、『終夜』、『孤島の娘』を監督、これらはいずれも日本でも公開された。1920年、『青春の夢』を監督したときの俸給は週給5,000ドルに上った。同年、フェイマス・プレイヤー＝ラスキーに移籍する。トーキー初期にも監督作を手がけたが、1930年の "Honest Crooks" を最後に監督業を退く。
1944年7月2日、自宅のあるロサンゼルス郡パサデナで死去した。満62歳没。同郡グレンデールにあるフォレスト・ローン・メモリアル・パークに、5年後の1949年に亡くなった妻ヴァレリーとともに眠る。

## フィルモグラフィ
特筆を除きすべて監督作である。

### 1910年代
- His Excellency : 主演ヘンリー・キング、1914年（初監督作）
- The Measure of a Man : 主演ジョセフ・ド・グラス、1914年
- The Secret Marriage : 監督ウィルバート・メルヴィル、主演ウェブスター・キャンベル、1914年 - 原作
- A Father's Heart : 主演ドリス・ベイカー、1914年
- Woman Against Woman : 主演ライオネル・バリモア、1914年
- The Face in the Crowd : 主演不明、1914年
- For Repairs : 主演不明、1914年
- The Green-Eyed Monster : 主演ヴェルマ・ホイットマン、1914年
- His First Case : 監督不明、主演ヘンリー・キング、1914年 - 原作
- The Long Lane : 主演ドリー・ラーキン、1914年
- The Stolen Yacht : 主演エセル・クレイトン、1914年
- The Trap : 主演W・W・キャンベル、1914年
- The House of D'or : 主演メルヴィン・メイヨ、1914年
- When the Blind See : 主演ウィリアム・パーソンズ、1914年
- The Single Act : 主演不明、1914年
- The Lost Lord Lowell : 主演フランク・ベネット、1915年
- The Good in Him : 主演メルヴィン・メイヨ、1915年 - 監督・脚本
- Minerva's Mission : 主演ドロシー・ギッシュ、1915年
- In the Background : 主演ウェブスター・キャンベル、1915年
- The Accusing Pen : 共同監督シャノン・ファイフ、主演ドリー・ラーキン、1915年
- The Terrible One : 監督ウィルバート・メルヴィル、主演ウィリアム・パーソンズ、1915年 - 監督・原作
- Tap! Tap! Tap! : 主演リー・シャムウェイ、1915年
- Up from the Depths : 主演グラディス・ブロックウェル、1915年
- The Little Catamount : 主演ドロシー・ギッシュ、1915年
- Victorine : 主演ドロシー・ギッシュ、1915年
- The Wildcat : 主演R・ヘンリー・グレイ、1915年 - 「ポール・M・パウエル」名義で監督
- The Wolf Man : 主演ジャック・ブラモール、1915年
- Bred in the Bone : 主演ジョージ・ベランジャー、1915年
- When War Threatened : 主演ネヴァ・ガーバー、1915年
- The Lily and the Rose : 製作・脚本D・W・グリフィス、主演リリアン・ギッシュ、1915年
- The Secret Room : 主演R・ヘンリー・グレイ、1915年
- The Wall Between : 主演ウィリアム・パーソンズ、1915年 - 監督・脚本
- An Ambassador from the Dead : 主演リー・シャムウェイ、1915年 - 監督・脚本
- Her Mother's Daughter : 主演ドロシー・ギッシュ、1915年
- The Stool Pigeon : 主演R・ヘンリー・グレイ、1915年 - 監督・脚本
- The Wood Nymph : 主演マリー・ドロ、1916年
- Acquitted : 主演ウィルフレッド・ルーカス、1916年
- A Song from the Heart : 主演R・ヘンリー・グレイ、1916年 - 監督・脚本
- Four Narratives : 主演ジョージ・W・チェイス、1916年
- Little Meena's Romance : 主演ドロシー・ギッシュ、1916年
- Susan Rocks the Boat : 主演ドロシー・ギッシュ、1916年
- A Wild Girl of the Sierras : 主演メイ・マーシュ、1916年
- The Marriage of Molly-O : 主演メイ・マーシュ、1916年
- A Lesson in Labor : 主演アデレイド・ブロンティ、1916年
- Hell-to-Pay Austin : 主演ウィルフレッド・ルーカス、1916年
- The Usurer's Due : 主演メルヴィン・メイヨ、1916年
- The Rummy : 主演ウィルフレッド・ルーカス、1916年
- The Microscope Mystery : 主演ウィルフレッド・ルーカス、1916年
- 『結婚狂』（別題『電話結婚』） The Matrimaniac : 主演ダグラス・フェアバンクス、1916年
- A Girl of the Timber Claims : 主演コンスタンス・タルマッジ、1917年
- Betsy's Burglar : 主演コンスタンス・タルマッジ、1917年
- Cheerful Givers : 主演ベッシー・ラヴ、1917年
- The Sawdust Ring : 主演ベッシー・ラヴ、1917年
- Indian Life : 1918年 - プロデューサー・監督（ドキュメンタリー映画）
- The Kid Is Clever : 主演ジョージ・ウォルシュ、1918年
- 『社交界の花形』 A Society Sensation : 監督エドマンド・モーティマー、主演カーメル・マイヤーズ、1918年 - 脚本（監督とする資料あり[4][5]）
- 『終夜』（よもすがら） All Night : 主演カーメル・マイヤーズ、1918年
- 『誰が夫?』（別題『夫は誰?』） Who Will Marry Me? : 主演カーメル・マイヤーズ、1919年
- 『孤島の娘』 The Little White Savage : 主演カーメル・マイヤーズ、1919年
- 『盲目の道』 The Blinding Trail : 主演モンロー・ソールズベリー、1919年 - 監督・脚本
- 『薄命の女』 The Weaker Vessel : 主演メアリー・マクラレン、1919年
- 『魔の森』 The Man in the Moonlight : 共同監督ウィリアム・C・ドウラン、主演モンロー・ソールズベリー、1919年
- Common Property : 主演ロバート・アンダーソン、1919年

### 1920年代
- 『青春の夢』 Pollyanna : 製作・主演メアリー・ピックフォード、1920年 - プロデューサー（ノンクレジット）・監督
- 『暗黒の巷』 Crooked Streets : 主演エセル・クレイトン、1920年
- 『行く春の唄』 Sweet Lavender : 主演メアリー・マイルス・ミンター、1920年
- Eyes of the Heart : 主演メアリー・マイルス・ミンター、1920年
- The Mystery Road : 主演デイヴィッド・パウエル、1921年
- Dangerous Lies : 主演デイヴィッド・パウエル、1921年
- 『揺籃』 The Cradle : 主演エセル・クレイトン、1922年
- 『深紅の挑戦』 The Crimson Challenge : 主演ドロシー・ダルトン、1922年
- 『運命の孤児』 The Ordeal : 主演クラレンス・バートン、1922年
- 『恐怖の家』 For the Defense : 主演エセル・クレイトン、1922年
- 『幽明界』 Borderland : 主演アグネス・エアーズ、1922年
- 『野良犬と金剛石』 A Daughter of Luxury : 主演アグネス・エイアース、1922年
- 『湖畔の思出』 The Fog : 主演ミルドレッド・ハリス、1923年
- 『爆音千里』 Racing Hearts : 主演アグネス・エアーズ、1923年
- 『女は怖いぞ』 Let Women Alone : 主演パット・オマリー、1925年
- Her Market Value : 主演アグネス・エアーズ、1925年 - プロデューサー・監督
- The Awful Truth : 主演アグネス・エアーズ、1925年
- North Star : 主演ヴァージニア・リー・コービン、1925年
- The Prince of Pilsen : 主演ジョージ・シドニー、1926年
- Jewels of Desire : 主演プリシラ・ディーン、1927年
- Death Valley : 主演キャロル・ナイ、1927年
- 『キット・カーソン』 Kit Carson : 監督ロイド・イングレアム / アルフレッド・L・ワーカー、主演フレッド・トムソン、1928年 - 脚本
- Black Narcissus : 主演フォード・ワシントン・リー、1929年
- Adam's Eve : 監督レスリー・ピアース、主演ジョニー・アーサー、1929年 - 出演

### 1930年代
- High Toned : 主演フォード・ワシントン・リー、1930年
- Honest Crooks : 主演フォード・ワシントン・リー、1930年（最終監督作）
- Armored Car : 監督ルイス・R・フォスター、主演ロバート・ウィルコックス、1937年 - 出演・端役（最終出演作）

## 関連事項
- ロサンゼルス・エクスプレス （en:Los Angeles Express (newspaper)）
- ルービン・スタジオ （en:Lubin Studios）
- フェイマス・プレイヤー＝ラスキー （en:Famous Players-Lasky）
- フォレスト・ローン・メモリアル・パーク (グレンデール) （en:Forest Lawn Memorial Park, Glendale）

## 註
1. 1 2 3 4 5 6 7 8 9 10 11 12 13 14 15 16 17 18  Paul Powell, Internet Movie Database （英語）, 2010年6月14日閲覧。
2. ↑  ポール・ポウエル、allcinema ONLINE、2010年6月14日閲覧。
3. 1 2  Paul Powell, Find A Grave （英語）, 2010年6月14日閲覧。
4. 1 2  A Society Sensation, silentera.com, 2010年6月15日閲覧。
5. 1 2 3  『ブルーバード映画の記録』 : 製作・著・発行山中十志雄・塚田嘉信、1984年4月、p.60-63.